# Dama tocando el virginal de pie
Dama tocando el virginal de pie (también conocida como Dama al virginal) es una pintura de género creado por el artista holandés Johannes Vermeer hacia 1670-1672, actualmente en la National Gallery de Londres.

## Descripción
El óleo representa a una mujer ricamente vestida interpretando a un virginal (un instrumento musical muy popular en aquella época) en una casa con suelo de baldosas, cuadros en la pared y algunos de los azulejos azules y blancos de cerámica de Delft de fabricación local de un tipo que aparece en otras obras de Vermeer. 
Según la National Gallery, no se conoce con certeza la identidad de los cuadros de la pared, pero el paisaje de la izquierda puede ser obra de Jan Wijnants o de Allart van Everdingen. El segundo cuadro, en el que Cupido sostiene una carta, se atribuye a Caesar van Everdingen, hermano de Allart, el mismo cuadro aparece en la pintura Muchacha leyendo una carta, que estuvo oculto en dicho cuadro hasta 1979 y que descubierto mediante rayos X y posteriormente revelado en la restaución de 2018. Este motivo tiene su origen en un emblema contemporáneo y puede representar la idea de fidelidad a un solo amante o, tal vez, reflejar la presencia del virginal, asociación tradicional de la música y el amor. 
El cuadro se ha datado por razones estilísticas y por el atuendo. Esta obra puede relacionarse con otra Vermeer de la colección, Dama sentada tocando la espineta,  en un lienzo casi exactamente del mismo tamaño, con el que puede formar pareja. Un estudio reciente ha demostrado que el lienzo de los dos cuadros procedía del mismo rollo.  Además, el fondo aplicado al lienzo de cada cuadro parece ser idéntico y también compartido con el cuadro Mujer joven sentada ante el virginal . 
El cuadro está representado en el óleo del artista británico David Hockney del año 1977 con nombre de Looking At Pictures On A Screen (en español: Mirando imágenes en una pantalla). 